# Ruchoma szopka w Toruniu
Ruchoma szopka w Toruniu – szopka znajdująca się w kościele św. Józefa w Toruniu. Jest ona wystawiana w okresie Bożego Narodzenia w pomieszczeniu pod kościołem.
Szopkę otwarto 12 stycznia 1953 roku. Wykonał ją o. Czesław Kudroń. W następnych latach szopka została odnowiona i rozbudowana przez o. Kazimierza Zymułę, który stworzył szopki m.in. w Bardzie Śląskim, Tuchowie, Krakowie, Zakopanym, Braniewie, Głogowie oraz na Białorusi, Ukrainie, w Burkina Faso i Kazachstanie.
W szopce umieszczono m.in: Świętą Rodzinę, trzech króli, pasterzy, muzykantów, anioły, postacie papieża Jana Pawła II i ks. Jerzego Popiełuszki, a także samoloty, pociągi, bujające się lalki.